# Кристал (теленовела)
Кристал (на испански: Cristal) е венецуелска теленовела, режисирана от Ренато Гутиерес и Даниел Фариас и продуцирана от Хорхе Герарди за РЦТВ през 1985 – 1986 г. Това е последната оригинална история, създадена от кубинската писателка и сценаристка Делия Фиайо.
В главните роли са Лупита Ферер, Жанет Родригес, Карлос Мата и Раул Амундарай, а в отрицателните – Марита Капоте, Хорхе Паласиос и първата актриса Зои Дукос.

## Сюжет
Виктория Асканио, красивата и успешна собственичка на модна къща „Виктория“, решава да потърси бебето, което е изоставила преди години. В същото време Кристина, дъщерята на Виктория, напуска сиропиталището, където е отгледана, и се мести в апартамент с две други момичета, Иносенсия и Сорайда, готова да преследва мечтата си да стане модел. Кристина несъзнателно е наета от Виктория и тя е на път да стане успешен модел, когато Виктория открива, че Кристина и Луис Алфредо, нейният доведен син, са имали афера. Виктория уволнява Кристина, а Луис Алфредо се жени за Марион, предишната си приятелка, защото тя твърди, че носи детето му. Малко след като е изоставена от Луис Алфредо и уволнена от Виктория, Кристина открива, че е бременна.

## Актьори
- Лупита Ферер – Виктория Асканио
- Жанет Родригес – Кристина Експосито „Кристал“
- Карлос Мата – Луис Алфредо Асканио
- Раул Амундарай – Алехандро Асканио
- Марита Капоте – Марион Вейорин де Асканио
- Мариела Алкала – Иносенсия Перес
- Лурдес Валера – Сорайда
- Енри Сака – Адан Фрейтес
- Зои Дукос – Доня Луиса
- Лино Ферер – Пиеро
- Илеана Жакет – Берта Хирот
- Роберто Мол – Дарио Валморе
- Хорхе Паласиос – Гонсало Ваядарес
- Умберто Гарсия – Отец Анхел де Хесус
- Джиджи Санкета – Елиана Асканио
- Сесилия Виляреал – Вивиан Маршал
- Соня Смит – Маги
- Марлене Маседа – Марлене

## Награди
- Premios Ondas de España за най-добър ибероамерикански сериал (1990)
- Premios Eres de México 1987 за най-добра чуждестранна теленовела (1987)

## Версии
- Право на любов, мексиканска теленовела, адаптирана от Лиляна Абуд, режисирана от Мигел Корсега и Моника Мигел и продуцирана от Карла Естрада за Телевиса през 1998 – 1999 г., с участието на Елена Рохо, Адела Нориега, Рене Стриклер и Андрес Гарсия.
- Кристал, бразилска теленовела, продуцирана от Система Бразилейро де Телевисао през 2006 г., режисирана от Дел Ранхел, Жак Лагоа и Ервал Росано, с участието на Бианка Кастаньо, Дадо Долабела, Бете Коелю и Джузепе Ористанио.
- Триумф на любовта, мексиканска теленовела, адаптирана от Лиляна Абуд и Рикардо Фиайега, режисирана от Хорхе Едгар Рамирес и Алберто Диас и продуцирана от Салвадор Мехия за Телевиса през 2010 – 2011 г., с участието на Виктория Руфо, Маите Перони, Уилям Леви и Освалдо Риос.
- Нишките на миналото, мексиканска теленовела, адаптирана от Ванеса Варела и Хосе Алберто Кастро, режисирана от Салвадор Гарсини, Луис Мансо и Родриго Коеликер и продуцирана от Хосе Алберто Кастро за ТелевисаУнивисион през 2025 г., с участието на Ядира Карийо, Барбара Лопес, Емануел Паломарес и Давид Сепеда.